# Obernzenn
Obernzenn (fränkisch: Ejbeadsänn) ist ein Markt im Landkreis Neustadt an der Aisch-Bad Windsheim (Mittelfranken, Bayern).

## Geographie

### Lage
Die Gemeinde liegt in der Nördlichen Frankenhöhe. Durch das Gemeindegebiet fließt die Zenn.

### Gemeindegliederung
Es gibt 17 Gemeindeteile (in Klammern ist der Siedlungstyp angegeben):
- Binsmühle (Einöde)
- Brachbach (Weiler)
- Breitenau (Dorf)
- Egenhausen (Pfarrdorf)
- Esbach (Weiler)
- Hechelbach (Dorf)
- Hörhof (Einöde)
- Limbach (Dorf)
- Oberaltenbernheim (Dorf)
- Obernzenn (Hauptort)
- Rappenau (Dorf)
- Sichelbronn (Einöde)
- Straßenhof (Weiler)
- Unteraltenbernheim (Pfarrdorf)
- Unternzenn (Kirchdorf)
- Urphertshofen (Kirchdorf)
- Wimmelbach (Dorf)

Der Schafhof und die Eisen-, Frickleins-, Hölzleins- und Veitsmühle sind keine amtlich benannten Gemeindeteile.
Es gibt auf dem Gemeindegebiet die Gemarkungen Egenhausen, Oberaltenbernheim, Obernzenn, Unteraltenbernheim, Unternzenn und Urphertshofen. Die Gemarkung Obernzenn hat eine Fläche von 3,610 km². Sie ist in 1005 Flurstücke aufgeteilt, die eine durchschnittliche Fläche von 3591,67 m² haben.

### Nachbargemeinden
Nachbargemeinden sind (von Norden beginnend im Uhrzeigersinn): Bad Windsheim, Trautskirchen, Flachslanden, Oberdachstetten, Illesheim.

## Geschichte

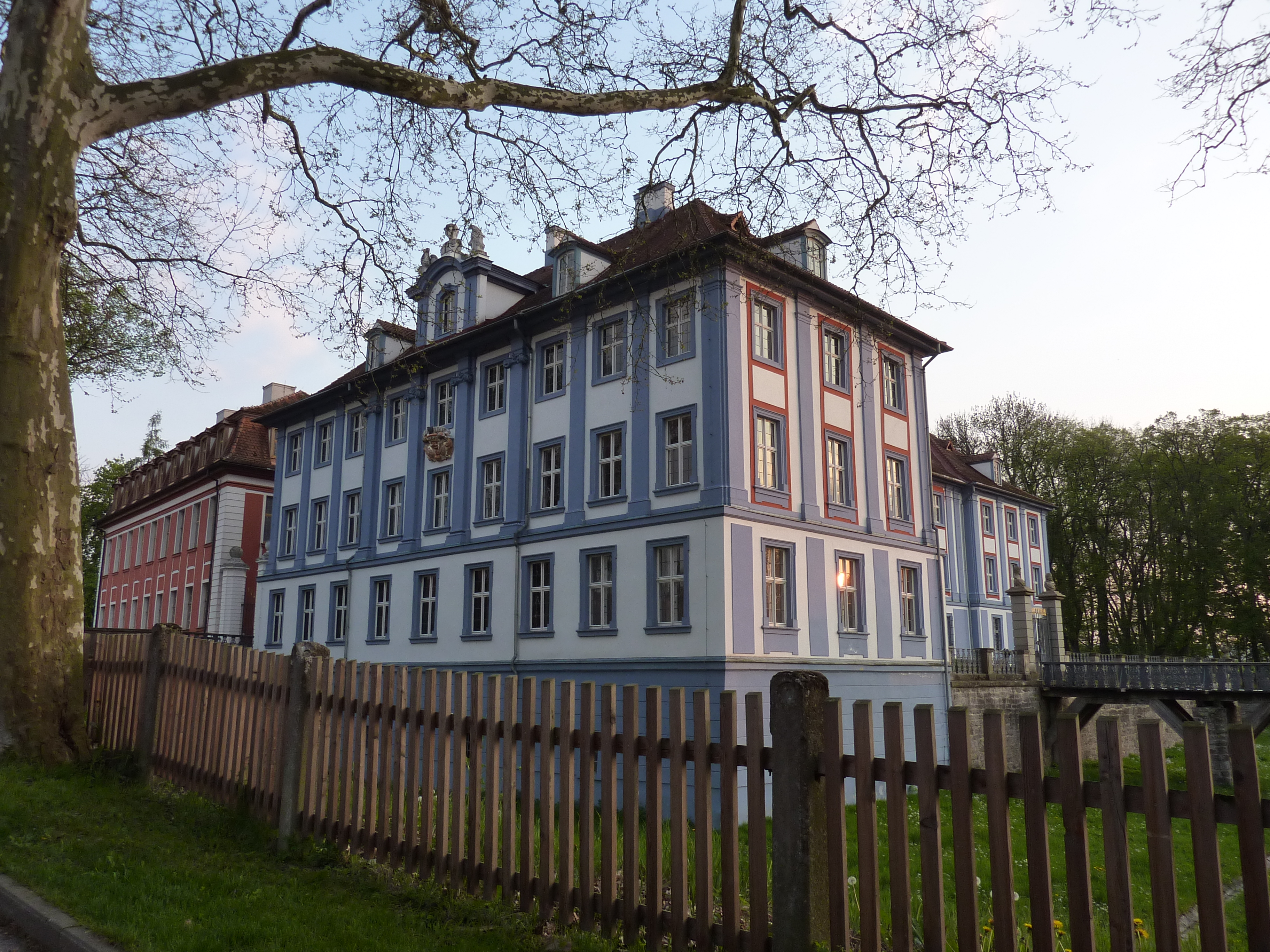
Blaues und Rotes Schloss

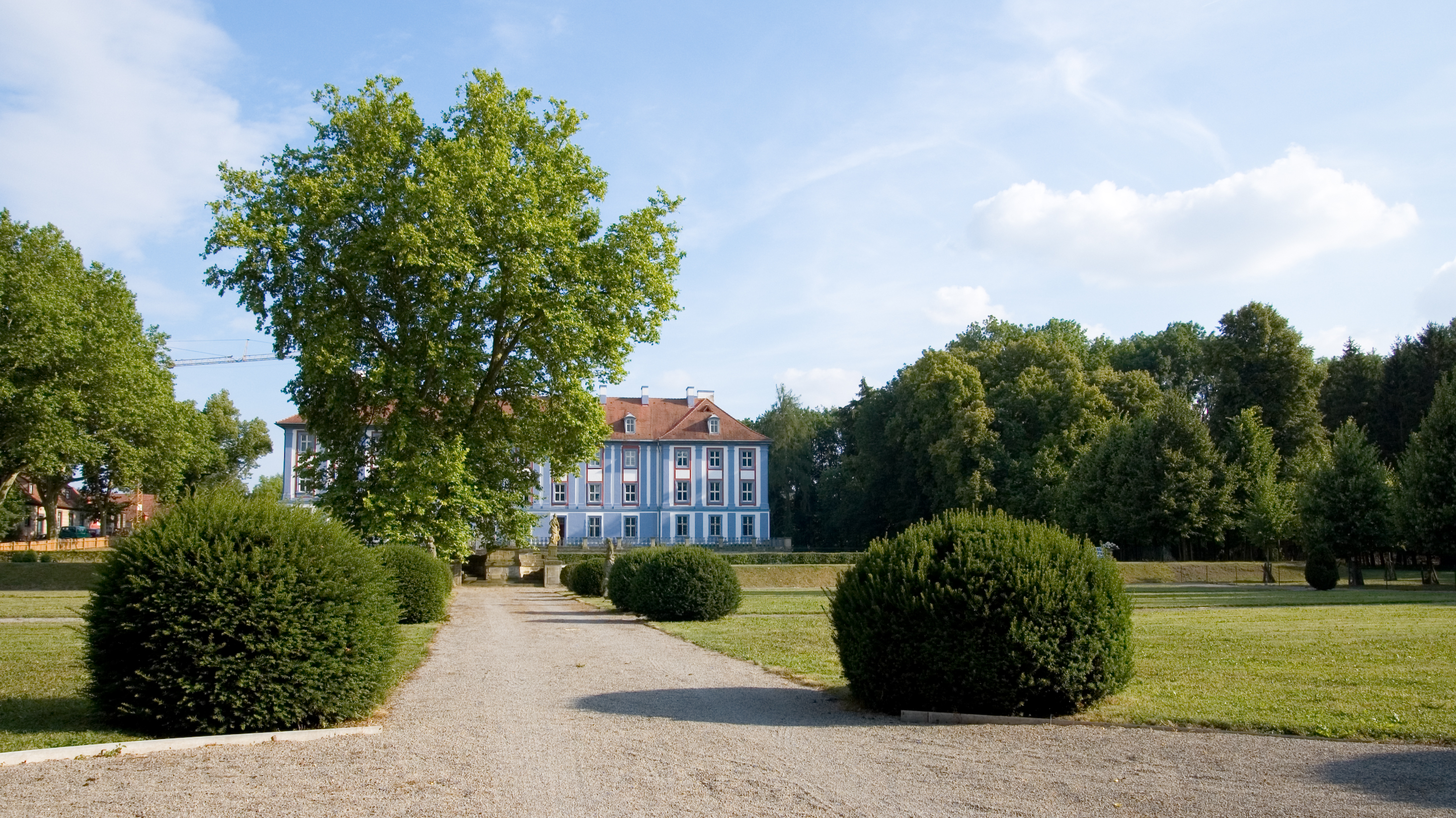
Blaues Schloss

Obernzenn wurde wahrscheinlich im 8. Jahrhundert gegründet. Es wurde als „Cenne“ im Urbar des Klosters Lorsch, das im Zeitraum von 830 bis 850 entstand, erstmals schriftlich erwähnt. Seit 1260 wurde es „Oberencenne“ genannt zur Unterscheidung von Unternzenn und Langenzenn. Der Ortsname leitet sich vom Flussnamen Zenn ab. Dieser kann auf die indogermanische Wurzel *(s)ten (donnern, rauschen) zurückgeführt werden.
Seit dem 12. Jahrhundert bis heute ist die Adelsfamilie der Seckendorff-Aberdar im Ort ansässig, unter der Obernzenn bis Ende des 18. Jahrhunderts ein souveräner Kleinstaat von etwa 40 Quadratkilometern war. Der Ort gehörte zum Ritterkanton Altmühl des Fränkischen Ritterkreis.
Obwohl die ortsansässige Herrschaft von Seckendorff erst 1535 evangelisch wurde, nahm der Obernzenner Pfarrer Philipp Getreu bei der Visitation in Ansbach die neue Kirchenordnung der Reformation bereits 1528 an, wobei vor allem der Egenhausener Pfarrer Paul Leutermann sein Gegner bei der Umsetzung der Absichten des Markgrafen Georg war. Getreu wurde „Superattendens“ für die Zenndörfer und ließ sich 1533 nach Ipsheim versetzen.
Christoph Ludwig von Seckendorff-Aberdar begann mit dem Bau des barocken Blauen Schlosses, neben dem ab 1745 das Rote Schloss errichtet wurde. Ebenfalls im Besitz der Seckendorff befindet sich das 1445 erstmals erwähnte Schloss Unternzenn.
Gegen Ende des 18. Jahrhunderts gab es in Obernzenn 117 Anwesen. Das Hochgericht übte das Rittergut Obernzenn aus. Die Dorf- und Gemeindeherrschaft hatte das Kastenamt Neustadt an der Aisch. Grundherren waren das  Rittergut Obernzenn-Aberdar (41 Anwesen: Blaues Schloss mit Meierei, Brauhaus und Meierhof, Eigentumshof mit Amtshaus und Ökonomiegebäuden, 1 Wirtshaus, 2 Höfe, 1 Gut, 1 Erbschmiede, 2 Köblersgüter, 23 Häuser, 1 Judenschule, 1 Felsenkeller, 1 Mühle), das Rittergut Obernzenn-Gutend (54 Anwesen: Rotes Schloss, Eigentumshof, 1 Wirtshaus, 1 Amtshaus, 12 Güter, 1 Häckersgütlein, 37 Häuser), beide Rittergüter gemeinsam (19 Anwesen: Kirche, Schulhaus, Pfarrhaus, Spital, Badhaus, Hirtenhaus, Fronveste, Spritz- und Wachhäuslein, 12 Häuser), die Pfarrkirche Obernzenn (2 Häuser) und die Judengemeinde Obernzenn (Schäferhaus). Das Rittergut Obernzenn gehörte zu dieser Zeit den Freiherren von Seckendorff und war dem Ritterkanton Altmühl steuerbar. Es übte das Hochgericht und die Dorf- und Gemeindeherrschaft auch über Ermetzhof, Straßenhof, Urphertshofen und Wessachhof aus. Über Sontheim hatte es nur die Dorf- und Gemeindeherrschaft inne. Das Rittergut Obernzenn-Gutend war noch Grundherr in Ermetzhof (15 Anwesen), Lenkersheim (2), Oberdachstetten (3), Sontheim (11⁄2), Straßenhof (1), Urphertshofen (18) und Wessachhof (1). Das Rittergut Obernzenn-Aberdar war noch Grundherr in Burgbernheim (5), Charlottenhof (eines), Kaubenheim (1), Marktbergel (1), Mitteldachstetten (1), Sontheim (2), Straßenhof (1), Urphertshofen (17) und Weimersheim (1). Beide Rittergüter gemeinsam waren Grundherren in Ergersheim (5), Ermetzhofen (5), Oberdachstetten (3), Sontheim (1) und Urphertshofen (4).
Im Jahre 1806 kam Obernzenn zum Königreich Bayern. Im Rahmen des Gemeindeediktes wurde 1808 der Steuerdistrikt und 1810 die Ruralgemeinde Obernzenn gebildet, der bzw. die keine weiteren Orte gab. Obernzenn war in Verwaltung und Gerichtsbarkeit dem Landgericht Leutershausen zugeordnet und in der Finanzverwaltung dem Rentamt Colmberg. Die freiwillige Gerichtsbarkeit über 78 Familien hatte das Patrimonialgericht Obernzenn-Aberdar und über 88 Familien das Patrimonialgericht Obernzenn-Gutend. Die Ortspolizei stellten beide Patrimonialgerichte gemeinsam. Diese Regelung galt bis 1848. Ab 1862 gehörte Obernzenn zum Bezirksamt Ansbach und zum Rentamt Ansbach. Die Gerichtsbarkeit blieb bis 1879 beim Landgericht Leutershausen. Am 1. Januar 1880 kam Obernzenn zum Bezirksamt Uffenheim (1939 in Landkreis Uffenheim umbenannt) und zum Rentamt Windsheim (1919 in Finanzamt Windsheim umbenannt, seit 1932 Finanzamt Uffenheim). Die Gerichtsbarkeit hatte das Amtsgericht Windsheim inne, seit 1973 ist das Amtsgericht Neustadt an der Aisch zuständig. Die Gemeinde hatte 1964 eine Gebietsfläche von 3,634 km².

### Jüdische Gemeinde
Ab dem 17. Jahrhundert gab es eine jüdische Gemeinde in Obernzenn. Aus wirtschaftlichen Gründen verließen ab der Mitte des 19. Jahrhunderts die meisten Juden die Dörfer. Die letzte jüdische Einwohnerin von Obernzenn starb 1911. Oberhalb des Obernzenner Sees und des Geländes des Sportvereins befindet sich der jüdische Friedhof.

### Eingemeindungen
Am 1. Januar 1972 wurde die Gemeinde Oberaltenbernheim eingegliedert. Urphertshofen kam am 1. Januar 1974 hinzu. Egenhausen folgte am 1. Juli 1975. Die Reihe der Eingemeindungen wurde mit der Eingliederung von Unternzenn am 1. Januar 1978 und Unteraltenbernheim am 1. Mai 1978 abgeschlossen.

### Einwohnerentwicklung
Im Zeitraum 1988 bis 2018 stieg die Einwohnerzahl von 2469 auf 2623 um 154 Einwohner bzw. um 6,2 %.
Gemeinde Obernzenn
| Jahr      | 1987   | 2005   | 2010   | 2011   | 2012   | 2013   | 2014   | 2015   | 2016   | 2017   |
| Einwohner | 2503   | 2716   | 2663   | 2638   | 2653   | 2635   | 2629   | 2714   | 2665   | 2660   |
| Häuser    | 640    |        |        | 760    | 767    | 773    | 775    | 776    | 780    | 782    |
| Quelle    | [ 22 ] | [ 23 ] | [ 23 ] | [ 23 ] | [ 23 ] | [ 23 ] | [ 23 ] | [ 23 ] | [ 23 ] | [ 23 ] |

Ort Obernzenn (= Gemeinde Obernzenn bis 1972)
| Jahr      | 1818   | 1840   | 1852   | 1855   | 1861   | 1867   | 1871   | 1875   | 1880   | 1885   | 1890   | 1895   | 1900   | 1905   | 1910   | 1919   | 1925   | 1933   | 1939   | 1946   | 1950   | 1952   | 1961   | 1970   | 1987   | 2014   |
| Einwohner | 751    | 929    | 929    | 901    | 836    | 901    | 888    | 877    | 891    | 882    | 773    | 752    | 780    | 886    | 925    | 899    | 849    | 887    | 937    | 1134   | 1188   | 1106   | 1058   | 1090   | 1121   | 1162   |
| Häuser    | 196    | 161    |        |        |        |        | 169    |        |        | 186    | 181    |        | 178    |        |        |        | 170    |        |        |        | 172    |        | 192    |        | 275    |        |
| Quelle    | [ 24 ] | [ 25 ] | [ 26 ] | [ 26 ] | [ 27 ] | [ 28 ] | [ 29 ] | [ 30 ] | [ 31 ] | [ 32 ] | [ 33 ] | [ 34 ] | [ 35 ] | [ 34 ] | [ 36 ] | [ 34 ] | [ 37 ] | [ 34 ] | [ 34 ] | [ 34 ] | [ 38 ] | [ 34 ] | [ 17 ] | [ 39 ] | [ 22 ] | [ 40 ] |

## Politik

### Marktgemeinderat
Die Kommunalwahlen 2002, 2008, 2014 und 2020 führten zu den folgenden Sitzverteilungen im Marktgemeinderat:
| Partei / Liste                     | Sitze 2002 | Sitze 2008 | Sitze 2014 | Sitze 2020 |
| ---------------------------------- | ---------- | ---------- | ---------- | ---------- |
| CSU                                | 2          | 3          | 3          | 3          |
| SPD Bayern / Freie Soziale Bürger0 | 2          | 1          | –          | –          |
| Liste Land                         | 3          | 2          | 3          | 2          |
| Freie Wählergemeinschaft           | 2          | 3          | 3          | 3          |
| Freie Bürger                       | 2          | 2          | 2          | 2          |
| Wählergemeinschaft Egenhausen      | 2          | 2          | 2          | 2          |
| Bürgerliste Urphertshofen          | 1          | 1          | 1          | 2          |
| Gesamt                             | 14         | 14         | 14         | 14         |

### Bürgermeister
Erster Bürgermeister ist seit 2020 Reiner Hufnagel (FWG). Dessen Vorgänger waren ab 2014 Markus Heindel (CSU – Liste Land) und davor Helmut Weiß (CSU).

### Wappen und Flagge
Wappen
| Wappen von Obernzenn | Blasonierung: „Unter silbernem Schildhaupt, darin ein durchgehendes schwarzes Balkenkreuz, in Rot ein verschlungener silberner Lindenzweig, der beiderseits mit je vier silbernen Blättern besetzt ist.“ |
| Wappen von Obernzenn | Wappenbegründung: Die lang währende Verbindung zu den Freiherren von Seckendorff kommt durch den verschlungenen Lindenzweig aus deren Wappen zum Ausdruck. Das Balkenkreuz ist dem Wappen des deutschen Ritterordens entnommen und weist auf das Patronatsrecht des Deutschherrenordens über die Obernzenner Kirche. Der Orden war auch bedeutender Grundherr im Gemeindegebiet. Die Gemeinde Obernzenn führt seit 1973 ein Wappen. |

Flagge
Die Gemeindeflagge ist weiß-rot.

### Gemeindepartnerschaften
Seit 1991 pflegte der Markt Obernzenn eine Partnerschaft mit der Gemeinde Markersbach in Sachsen. Nach deren Fusion mit dem benachbarten Raschau wird die Gemeindepartnerschaft mit der neu entstandenen Gemeinde Raschau-Markersbach fortgeführt.

### Raumordnung
Die Gemeinde Obernzenn ist Mitglied der 2009 gegründeten Kommunalen Allianz Aurach-Zenn, das ein Integriertes ländliches Entwicklungskonzept ist und mit den benachbarten Allianzen NorA und Kernfranken die Lokale Aktionsgruppe Rangau bildet.

## Kultur

### Obernzenner See
Von 1978 bis 1981 wurde der Obernzenner See angelegt. Er fasst 710.000 Kubikmeter und hat eine Fläche von 14 Hektar. Die gesamte Anlage mit Badestränden, Slipanlage, Uferwegen, Strandhaus, Wasserwacht etc. ist 34 Hektar groß.

### Naturdenkmäler
Als Fingalshöhle wird ein ehemaliger Schilfsandsteinbruch in der Nähe des Ortes bezeichnet, der in Kriegszeiten als Versteck bzw. Truppenquartier diente, in Friedenszeiten als romantisches Ausflugsziel geschätzt wurde und mit zahlreichen Inschriften in verschiedenen Sprachen verziert ist.

### Sport
Im Jahr 1922 wurde der Turn- und Sportverein (TSV) Obernzenn gegründet. Die ausgeübten Sportarten waren anfangs nur Fußball und Sportschießen in der später ausgegliederten Schützenabteilung, mittlerweile werden auch Gymnastik, Volleyball, Leichtathletik und Tischtennis ausgeübt. Der Verein hat mehr als 600 Mitglieder.

## Verkehr
Die Staatsstraße 2253 verläuft nach Egenhausen (1,9 km südlich) bzw. an Breitenau vorbei nach Ickelheim (3,5 km nordwestlich). Die Staatsstraße 2413 verläuft an Unternzenn vorbei nach Oberaltenbernheim (5,2 km östlich). Kreisstraße NEA 39 verläuft nach Sontheim (3 km nordwestlich). Gemeindeverbindungsstraßen verlaufen nach Urphertshofen (1,9 km südwestlich) bzw. nach Brachbach (1,7 km südöstlich).

## Persönlichkeiten
- Theresius von Seckendorf-Aberdar (1758–1825), Biograf, Romanist, Hispanist und Lexikograf
- Johann Michael Zeyher (1770–1843), badischer Gartendirektor
- Friedrich Karl Rupprecht (1779–1831), Maler
- Henriette von Seckendorff-Gutend (1819–1878), Pietistin
- Ernst Schneider (1846–1914), deutscher Reichsgerichtsrat
- Johann Appler (1892–1978), NSDAP-Politiker, SA- und SS-Mann, Reichstagsabgeordneter
- Christian Schmidt (* 1957), CSU-Politiker, Bundesminister
- Thorsten Kirschbaum (* 1987), Fußballer

## Bilder

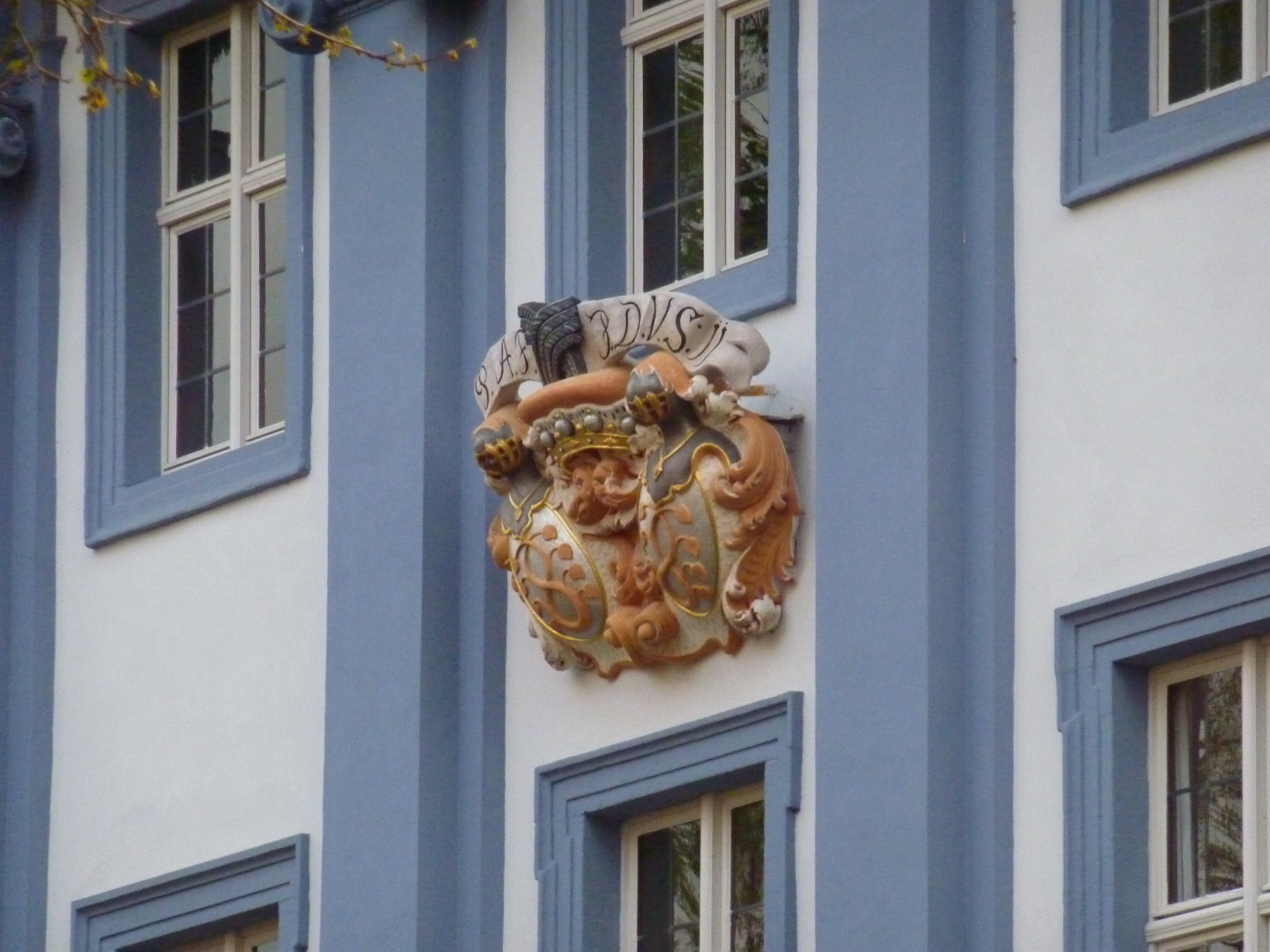
Wappen am Schloss
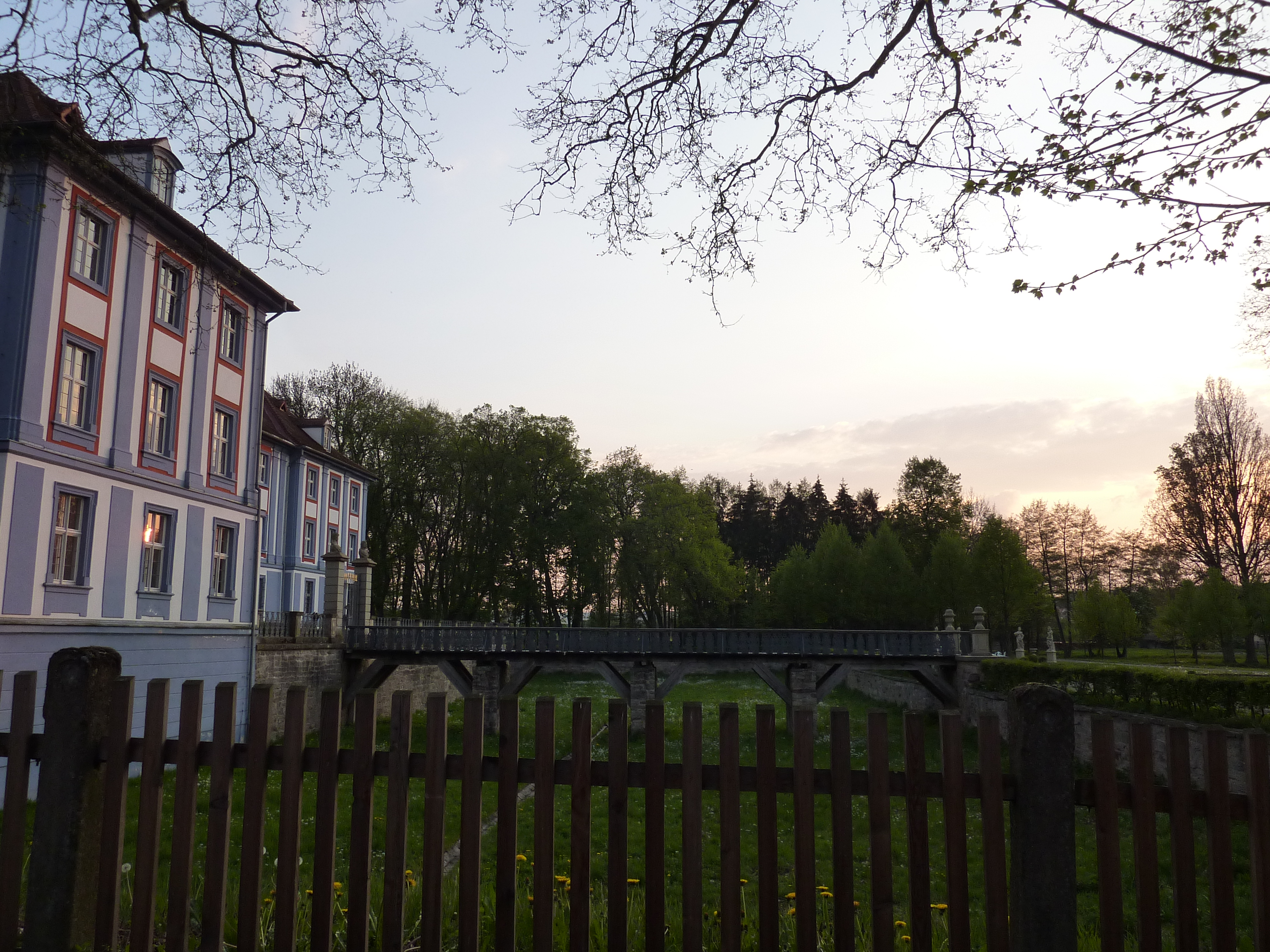
Blick in den Park
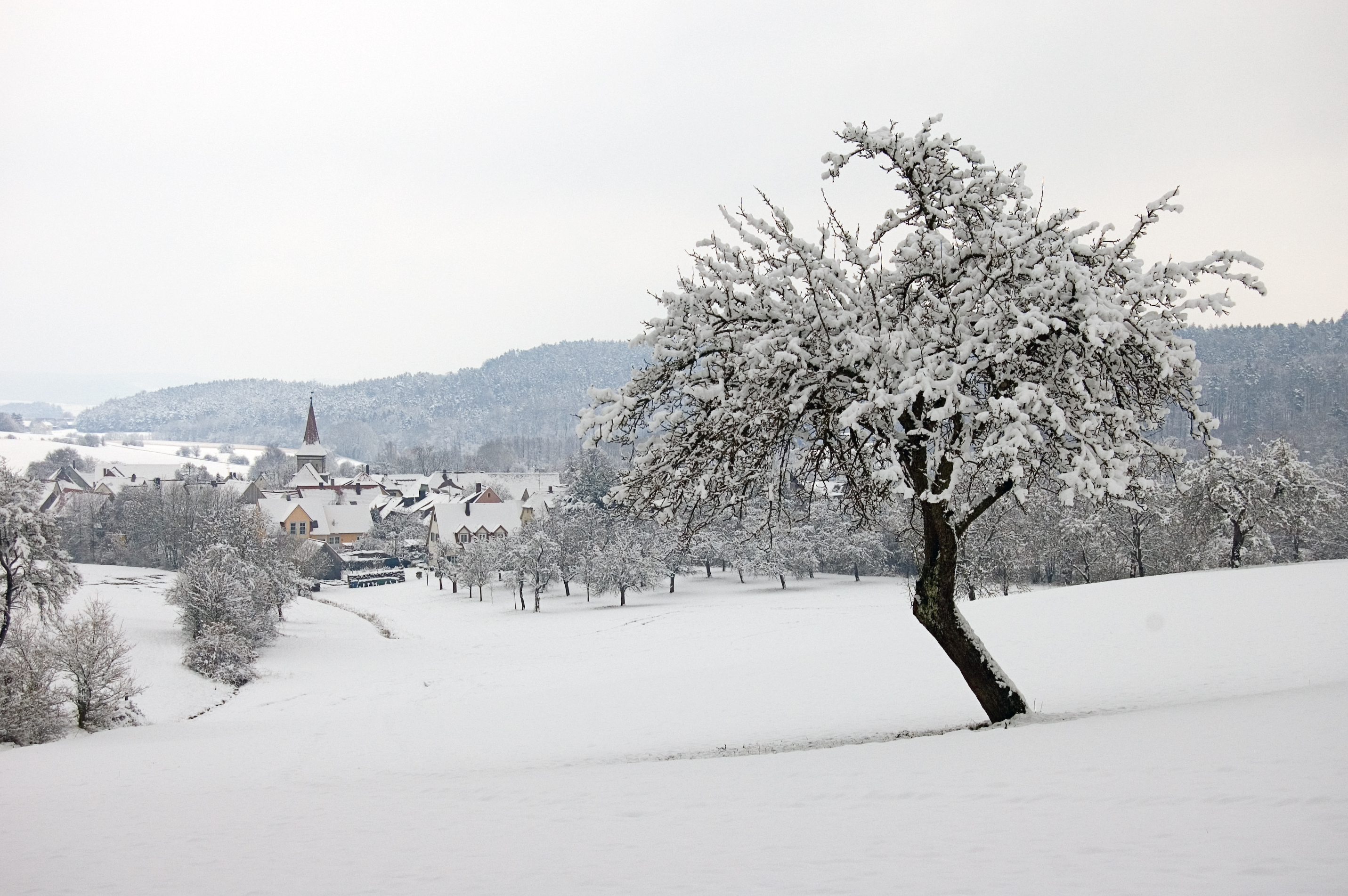
Egenhausen im Winter
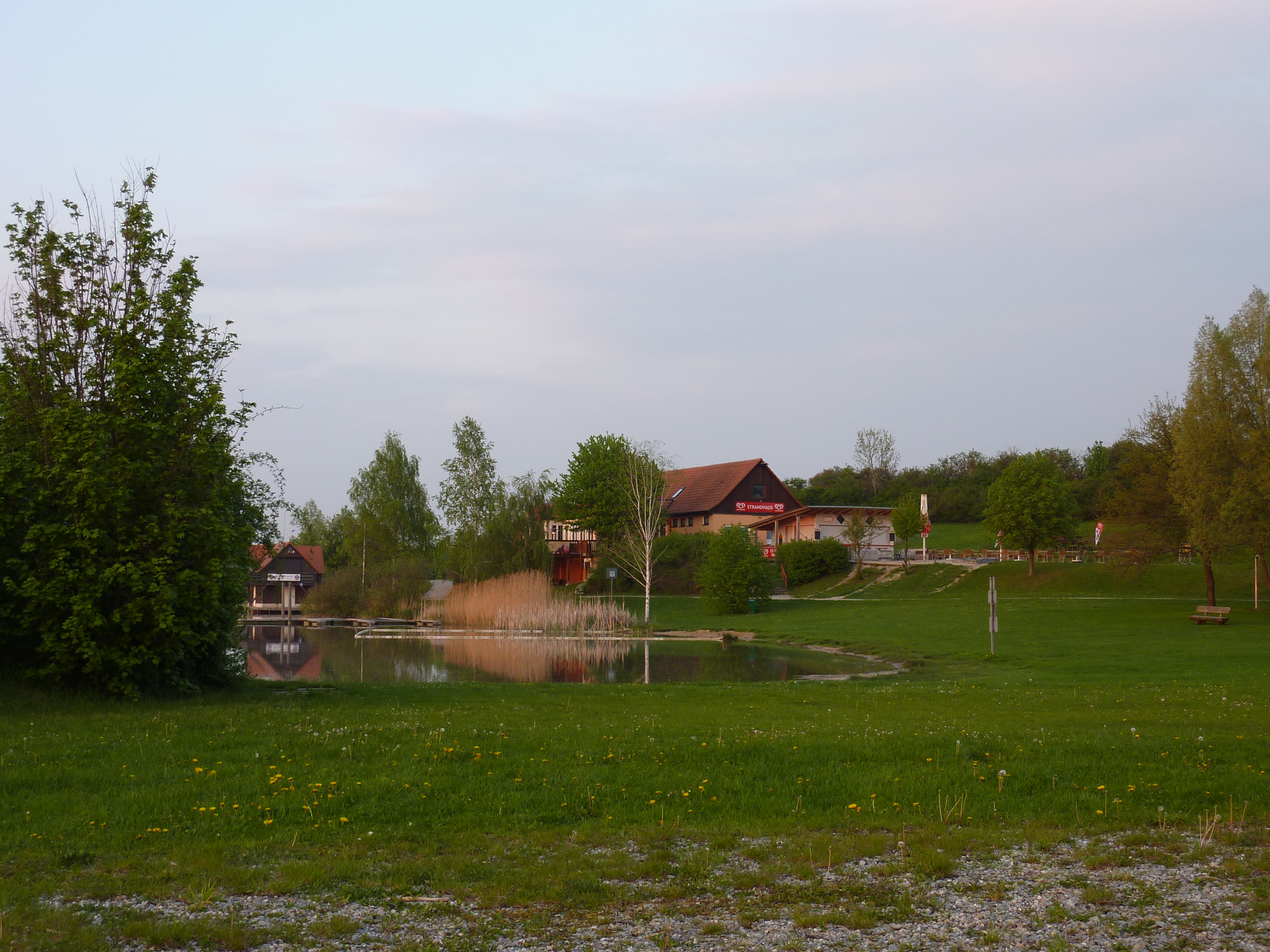
Obernzenner See und Uferanlagen
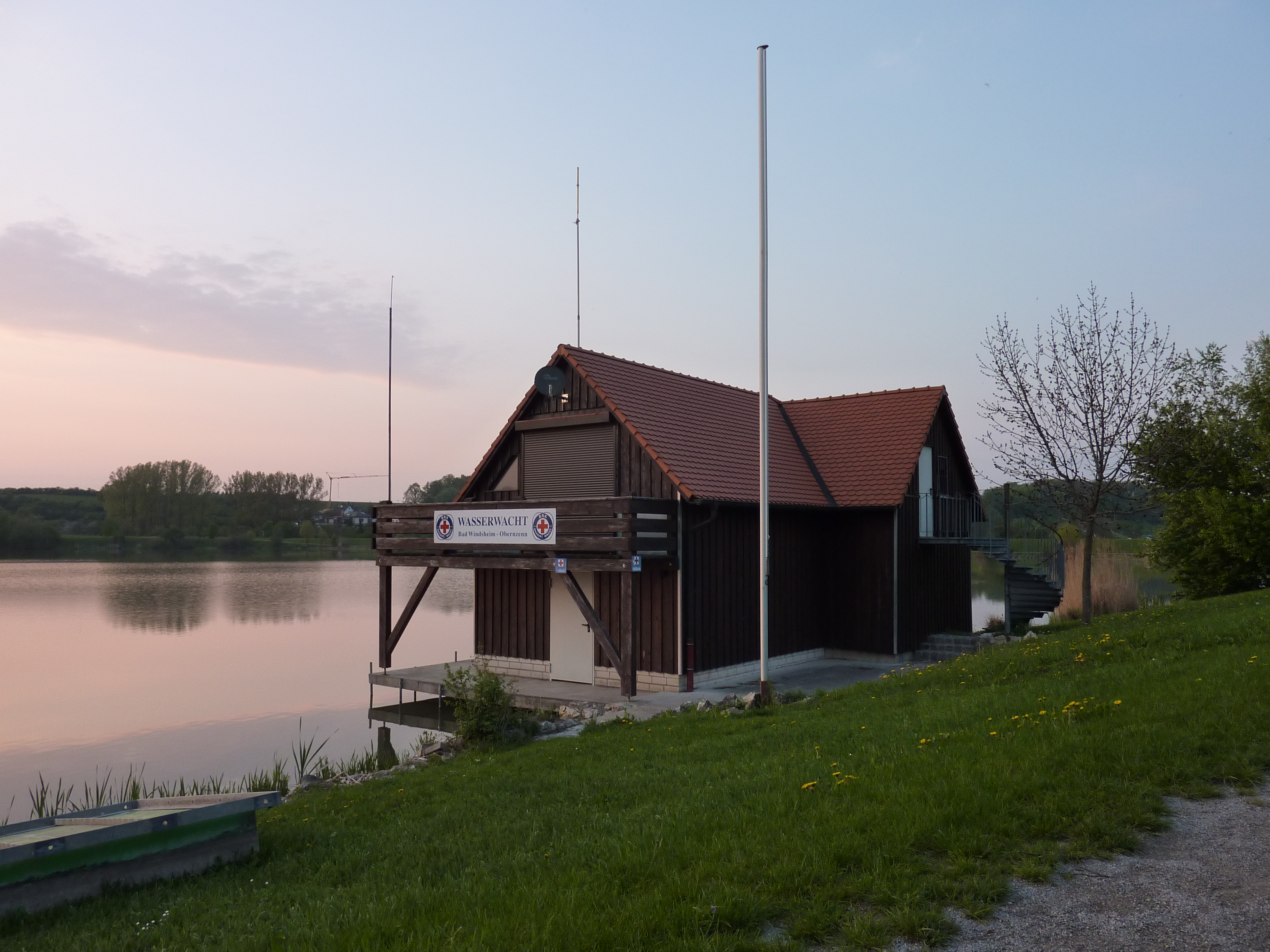
Wasserwacht am Obernzenner See
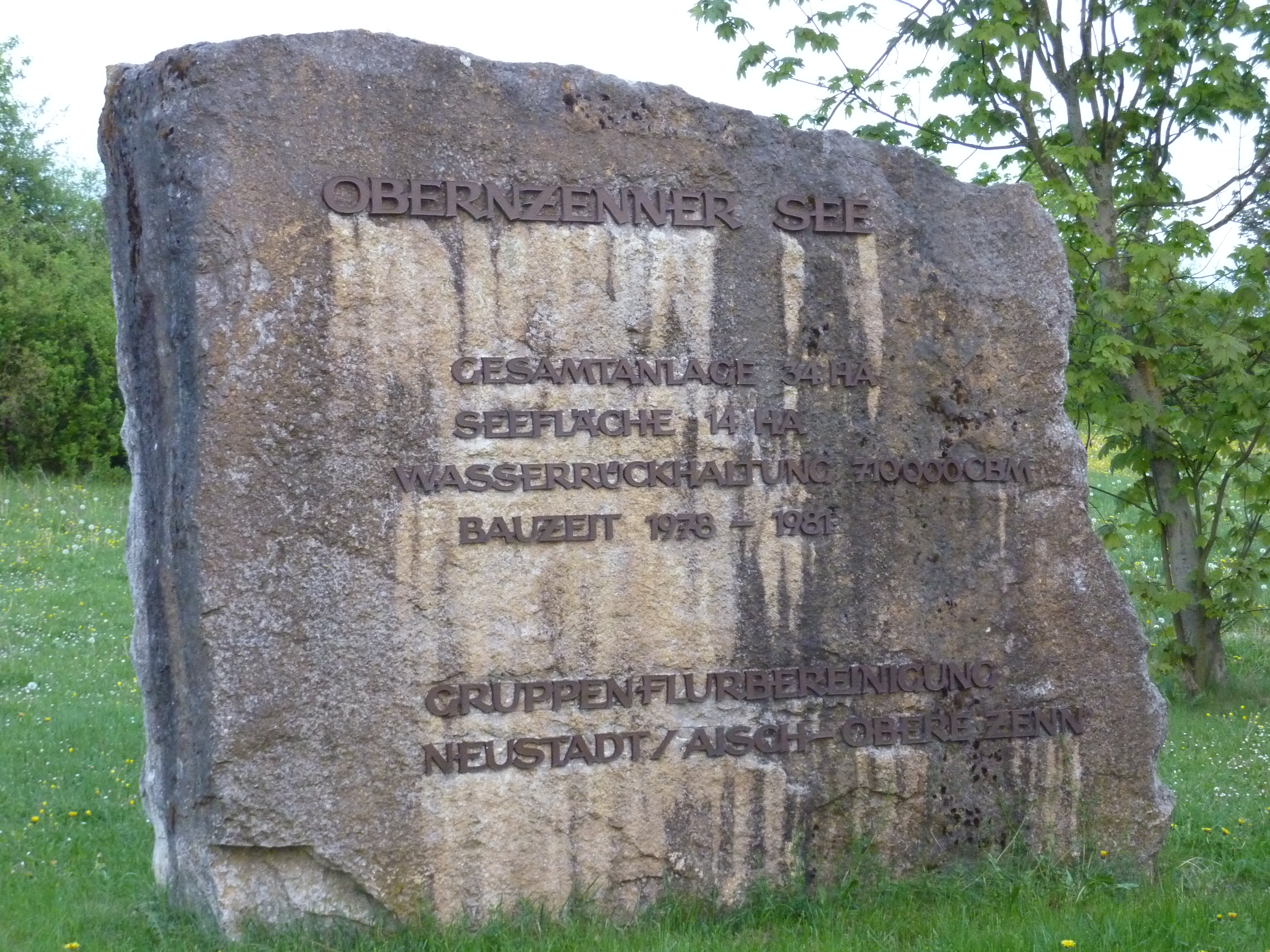
Informationen zum Obernzenner See